# Gustave Castan
Elisée Jules Gustave Castan (* 23. Dezember 1823 in Genf; † 27. Juli 1892 in Crozant) war ein Schweizer Landschaftsmaler, Kupferstecher und Lithograph.

## Leben und Wirken
Castan studierte 1843 bis 1848 im Atelier von Alexandre Calame, begleitete ihn im Jahr 1844 nach Italien und im folgenden Jahr ins Berner Oberland.
Während seines Studiums befreundete er sich mit dem französischen Maler Eugène Castelnau und folgte ihm im Jahre 1849 nach Paris. Im Jahr 1850 besuchte er wieder Frankreich und traf dort den Maler Auguste Ravier. Im Jahre 1852 begegnete er Jean-Baptiste Camille Corot, der einen entscheidenden Einfluss auf ihn ausübte.
Im Jahr 1856 wurde er wegen des Neuenburgerhandels mobilisiert und malte aktuelle Szenen. Im Jahre 1857 besuchte er in Begleitung von Corot den Pariser Salon, danach bereiste er die Bretagne und die Normandie. Er teilte seine Zeit zwischen der Schweiz und Frankreich. In der Provinz von Berry besuchte er George Sand. Er entdeckte die Landschaften an der Creuse. Er wurde Mitbegründer der Malerschule von Crozant.
Im Jahre 1865 gehörte Castan zu den Gründern der Schweizerischen Gesellschaft von Malern und Bildhauern und wurde 1871 zum Vorsitzenden gewählt.

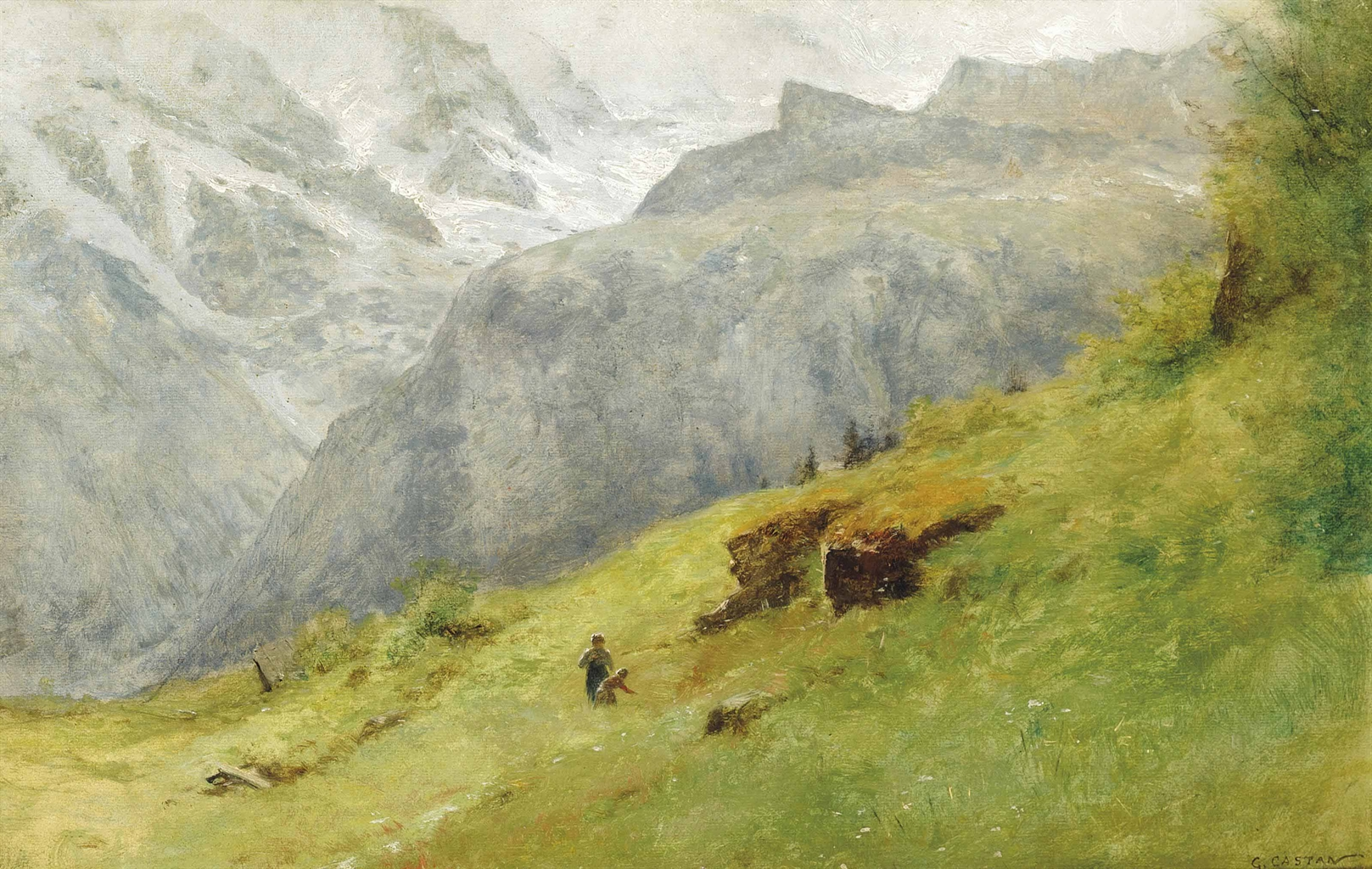
Blumen pflückende Kinder in einer Alpenlandschaft
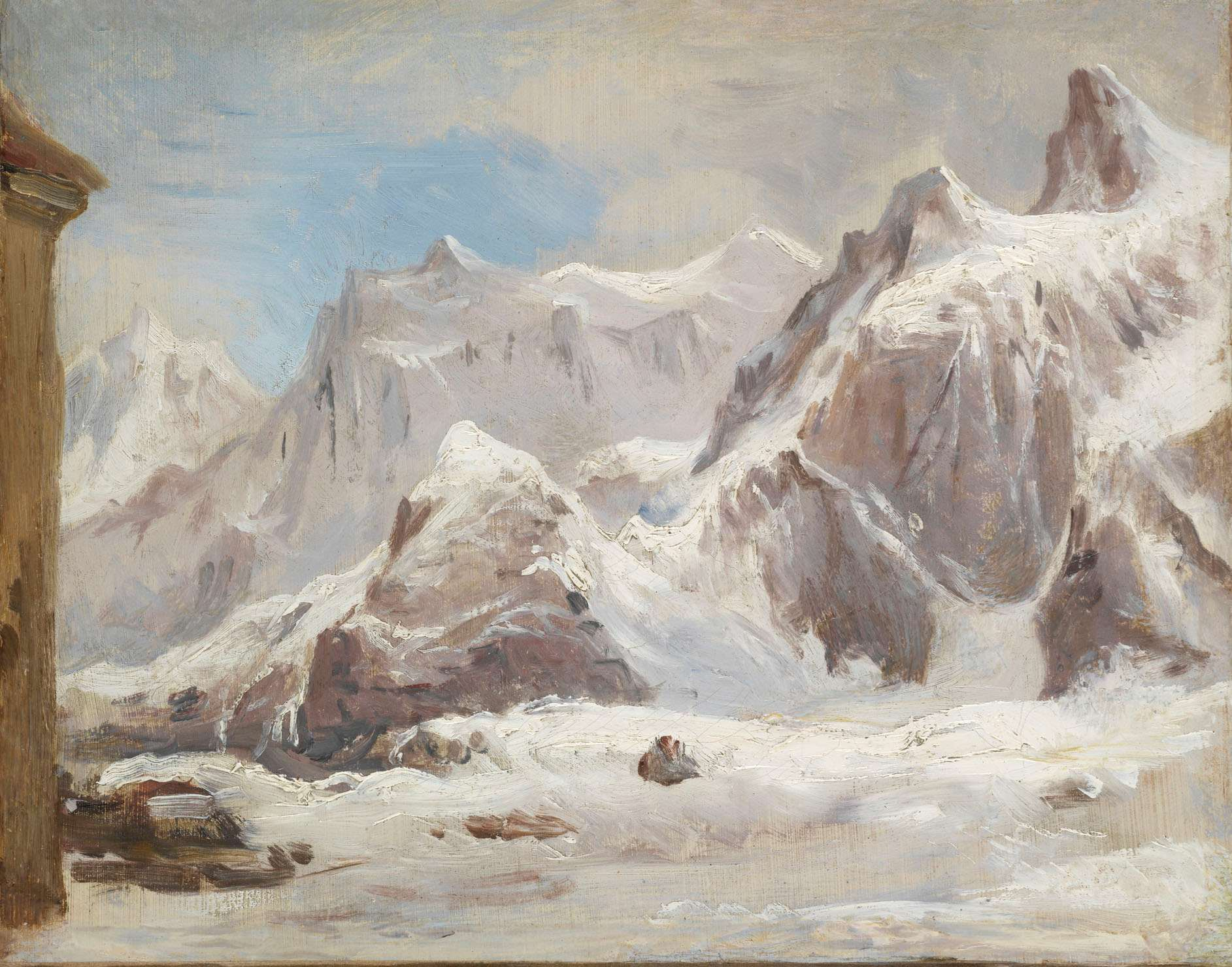
Pain de Sucre vom St. Bernhardpass gesehen
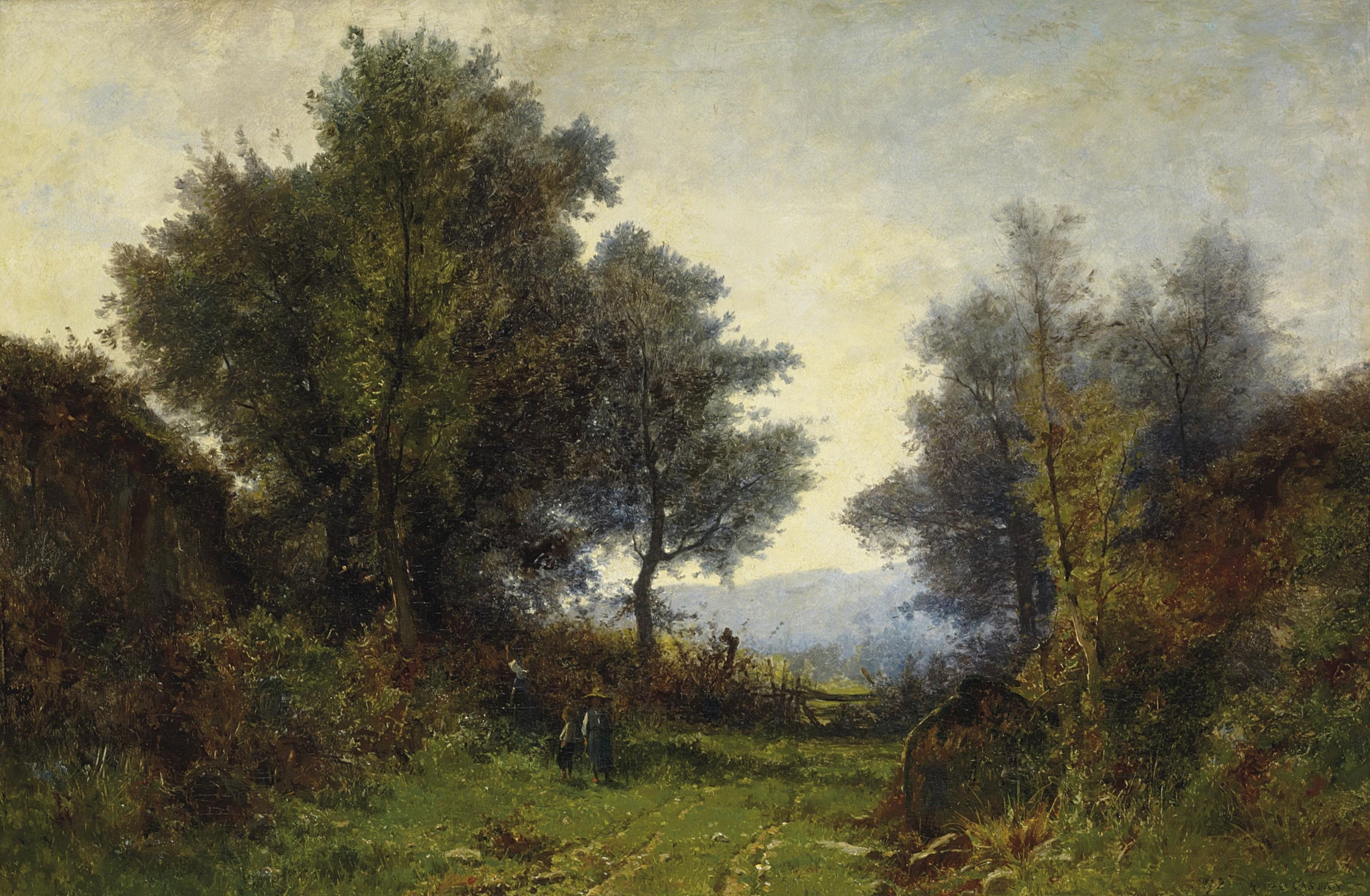
Drei Kinder auf einem Feldweg
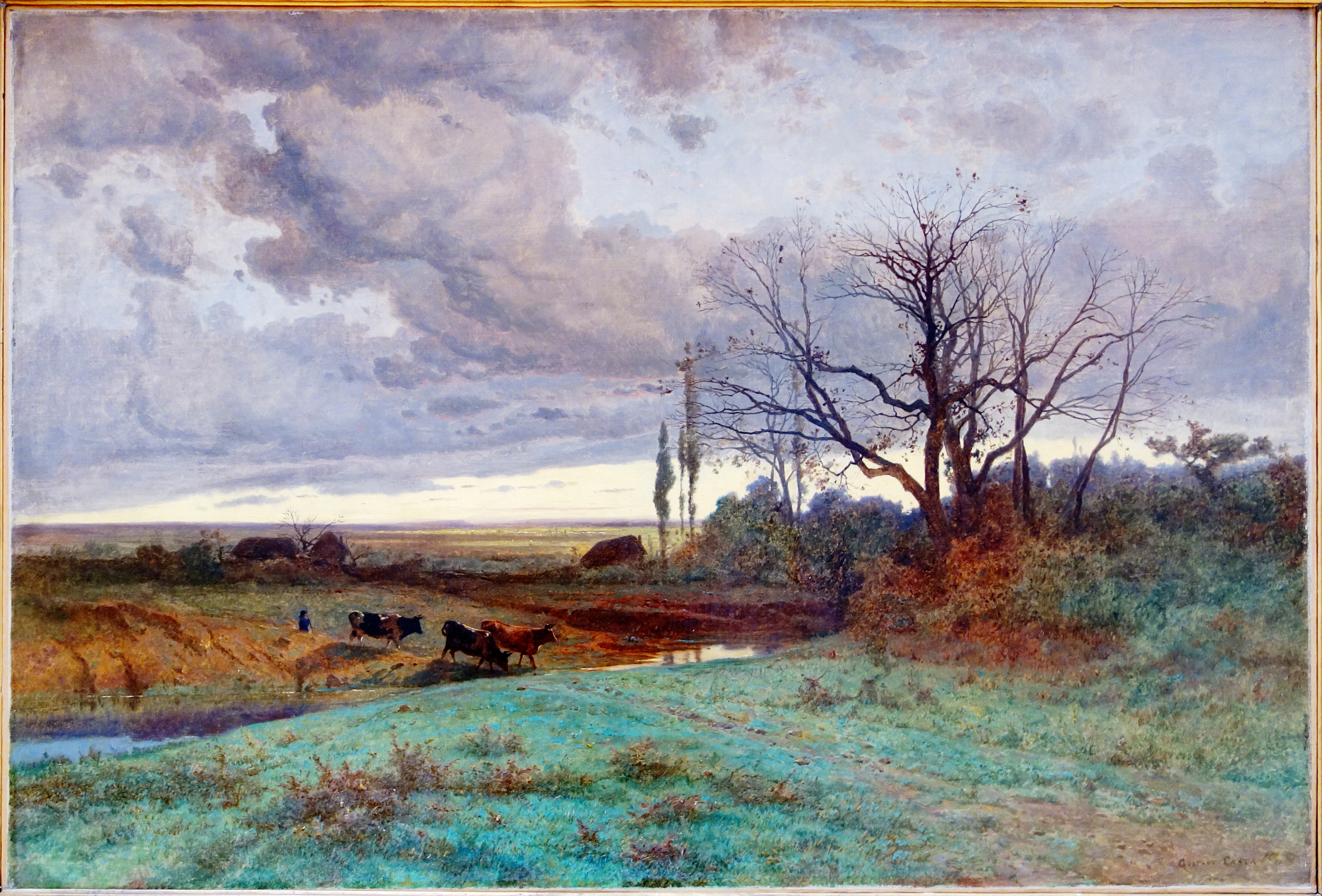
Oktoberabend